# 地域医療機能推進機構星ヶ丘医療センター
地域医療機能推進機構星ヶ丘医療センター（ちいきいりょうきのうすいしんきこうほしがおかいりょうセンター）は、大阪府枚方市にある医療機関である。独立行政法人地域医療機能推進機構が運営する病院の一つである。通称JCHO星ヶ丘医療センター（ジェイコーほしがおかいりょうセンター）。

## 概要
救急告示病院に指定されており、580床(急性期病床426、回復期病床138、緩和ケア病床16)を備えている。大阪府がん診療拠点病院、エイズ治療拠点病院認定。公益財団法人日本医療機能評価機構認定病院。

## 沿革
- 1953年（昭和28年） - 開院　星ヶ丘厚生年金病院
- 2014年4月1日 - 前身の「星ヶ丘厚生年金病院」から、国の独立行政法人である地域医療機能推進機構 (JCHO)が運営する病院グループに属する。これに伴い病院の名称が地域医療機能推進機構星ヶ丘医療センターとなる。

## 診療科
- 内科[6]
- 精神科[6]
- 神経科[6]
- 呼吸器内科[6]
- 消化器内科[6]
- 循環器内科[6]
- 小児科[6]
- 外科[6]
- 整形外科[6]
- 形成外科[6]
- 脳神経外科[6]
- 呼吸器外科[6]
- 皮膚科[6]
- 泌尿器科[6]
- 産婦人科[6]
- 眼科[6]
- 耳鼻咽喉科[6]
- 放射線科[6]
- 麻酔科[6]
- リハビリテーション科[6]
- 歯科[6]
- 歯科口腔外科[6]
- 救急科[6]
- 臨床検査科[6]
- 脳神経内科[6]
- 糖尿病内科[6]
- 病理診断科[6]
- 心臓血管外科[6]
- 血管外科[6]
- 禁煙外来[7]
- がん患者・家族の心のケア科[8]
- リンパ浮腫外来[9]
- 脳卒中センター[10]
- 消化器病センター[10]
- 呼吸器病センター[10]
- 不整脈センター[10]

## 医療機関の認定
（この節の出典）
| 保険医療機関                                   | 労災保険指定病院                 |
| 母体保護法指定医の配置されている医療機関       | 生活保護法指定病院               |
| 臨床研修病院                                   | 指定自立支援病院（更生医療）     |
| エイズ治療拠点病院                             | 指定自立支援病院（育成医療）     |
| 原子爆弾被害者医療指定病院                     | 特定疾患治療研究事業委託医療機関 |
| DPC対象病院                                    | 指定小児慢性特定疾病医療機関     |
| 身体障害者福祉法指定医の配置されている医療機関 | 公害医療機関                     |
| 地域医療支援病院                               |                                  |

- 救急告示病院[2]
- 災害医療協力病院[11]
- がん診療拠点病院（府指定）[12]
- このほか、各種法令による指定・認定病院であるとともに、各学会の認定施設でもある。

## 交通アクセス
- 京阪本線「枚方市駅」南口の京阪バス停留所より61番系統「星ヶ丘医療センター行」乗車、終点「星ヶ丘医療センター」下車。（バス乗車時間は約15分）[13]。
- 平日に無料巡回バスを(交野方面（JR河内磐船駅経由）、京阪枚方市駅方面（宮之阪駅経由）)運行している[13]。(詳細：外部リンク)

## 周辺
- 京阪国道（国道1号）(沿線)